# Ghiacciaio Gourdon
Il ghiacciaio Gourdon è un ghiacciaio lungo circa 7 km situato sull'isola di James Ross, davanti alla costa orientale della penisola Trinity, l'estremità settentrionale della Terra di Graham, in Antartide. Il ghiacciaio si trova in particolare nella parte orientale dell'isola, all'interno di un ripido circo glaciale, dove fluisce verso sud-est, fino a entrare nella baia di Markham, poco a nord di punta Rabot, il promontorio che lo separa dal ghiacciaio Hobbs.

## Storia
Così come l'intera isola di James Ross, il ghiacciaio Gourdon è stato cartografato per la prima volta nel corso della Spedizione Antartica Svedese, condotta dal 1901 al 1904 al comando di Otto Nordenskjöld, e proprio quest'ultimo lo ha così battezzato in onore del geologo e glaciologo francese Ernest Gourdon, che prese parte alla spedizione antartica francese condotta dal 1903 al 1905.